# Tanfoglio TA 95

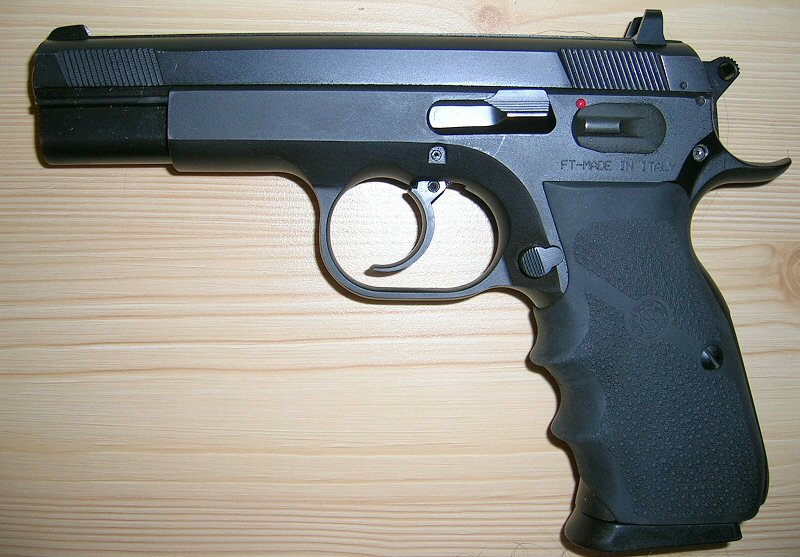
Le TA95 Combat

Le Tanfoglio TA 95 est un pistolet italien. Cette modernisation du TZ 75, lui-même copié sur le CZ 75 fut essentiellement vendue aux États-Unis.

## Histoire
Pendant les années 1970 Fratelli Tanfoglio produisit également des pistolets semi-automatiques en calibre 380 ACP mais c'est seulement au début des années 1980 que Tanfoglio a commencé à produire un nouveau modèle, le Tanfoglio TZ 75. En 1986, le modèle légèrement modifié devient le TA 90. En 1997, apparaissait le modèle définitif, le TA 95.

## Spécification TA 95 Standard  (valables pour les TZ 75 et TA 90)
Mécanisme: Double Action.
Chambrages: 9 mm Parabellum, 9 mm IMI, .40 S&W; aussi .38 Super, 10 mm Auto et .45 ACP en modèles "Combat" 
Poids: 930 - 1000 grammes selon le calibre
Longueur: 205 mm
Longueur du canon: 115 mm
Capacité: 17 (.38 Super), 16 (9 mm), 12 (.40 S&W), 11 (10 mm) ou 10 (.45 ACP) coups.

## Versions du TA74-TA90
La législation italienne sur les armes différant de celles de l'UE, du Canada et des USA, cette arme de poing connut des variantes pour l'Italie et d'autres fabriquées uniquement pour les marchés extérieurs.

### Versions export
Il exista en version standard, en plus des  TZ-75, les TA-40 (.40 SW), TA-10 (10 mm Auto), TA-41 (.41 AE) et  TA-45 (.45 Auto).

## Versions  & dérivés du TA 95
- Le TA-95 se décline en : 'COMBAT,COMBAT SPORT,COMPACT,CARRY,STANDARD, COMPACT STANDARD et CARRY STANDARD
- Ce pistolet est aussi à l'origine des modèles suivants :
  - Tanfoglio Force
  - Tanfoglio P19 Combat et Tanfoglio P19 Combat Sport
  - Tanfoglio modèle L  (P21L, P19L)
  - Tanfoglio Stock, Tanfoglio Stock II, Stock III, Stock Buzz, Stock III Special
  - Tanfoglio Limited, Limited Pro
  - Tanfoglio Gold Match

## Les NZ-75 chinois
Depuis le milieu des années 1980, le TZ 75 est copié sans licence et pour l'exportation par Norinco (Chine populaire) sous le nom de NZ-75. Le NZ-75 est long de 21 cm pour 1000 g à vide. Comme l'original italien, son chargeur contient 15 cartouches de 9 mm Parabellum. La gamme du fabricant chinois comprend aussi le MNZ-75 calqué sur le TA-90 Baby plus court et léger pouvant tirer seulement 12 coups.

## Les TA 75/TA 90/TA 95 dans la culture populaire
En dehors de films et de séries télévisées italiennes, le TA 75 est utilisée par le personnage 	de Julie (Cécile de France) dans le film français Gardiens de l'ordre et par un truand irlando-américain dans le film noir hollywoodien Les Anges de la nuit. De la même façon, les TA90 et 95, sous la forme des EAA Witness, arment Wesley Snipes dans Passager 57 (Tanfoglio Baby TA-90 sous l'appellation Witness Carry) et Soleil levant (Witness Elite Gold Cup), Scott Wilson dans Judge Dredd  (modèle modifié avec lunette) et Edward Norton dans Braquage à l'italienne.
Les gamers peuvent le choisir dans le jeu vidéo Hitman : Absolution.
Enfin, les lecteurs avertis ont  rencontré l'EAA Witness Compact dans la trilogie de romans noirs consacrée à Joe Kurtz (au poing d'une maffieuse italo-américaine de Buffalo).

## Sources
Cette notice est issue de la lecture des revues spécialisées de langue française suivantes :
- Cibles (Fr)
- AMI/ArMI/Fire (B)
- Action Guns  (Fr)